# 但以理书第2章
《但以理書》第2章参记载了新巴比伦王国国王尼布甲尼撒二世做了一个关于巨人像的异梦，犹太先知但以理为其解梦的事。
其中说到尼布甲尼撒二世被噩梦困扰，拒绝告诉解梦者梦的内容，却要求他们猜出梦的内容并解梦。许多圣经学者解释为国王忘记了梦的内容，而另一些学者认为国王只是要考验解梦者的智慧。尼布甲尼撒恐吓解梦者如果不能将梦告诉他，将要被杀。解梦者无法说出梦的内容，于是国王发怒，要灭绝巴比伦所有的哲士，但以理也列在将要被杀者的名单之中。

## 金像的梦
尼布甲尼撒夢見一個大像，這像甚高，極其光耀，站在他面前，形狀甚是可怕。
這像的頭是精金的，胸膛和膀臂是銀的，肚腹和腰是銅的，腿是鐵的，腳是半鐵半泥的。
尼布甲尼撒觀看這像時，見有一塊非人手鑿出來的石頭，打在這像半鐵半泥的腳上，把腳砸碎，於是金、銀、銅、鐵、泥、都一同砸得粉碎，成如夏天禾場上的糠秕，被風吹散，無處可尋。打碎這像的石頭，變成一座大山，充滿天下。

## 但以理的解释
但以理解释道：「王啊，你是諸王之王，天上的神已將國度、權柄、能力、尊榮、都賜給你。凡世人所住之地的走獸、並天空的飛鳥、他都交付你手，使你掌管這一切，你就是那金頭。

在你以後必另興一國，就是銀的，不及於你。又有第三國、就是銅的、必掌管天下。第四國，必堅壯如鐵，鐵能打碎剋制百物，又能壓碎一切，那國也必打碎壓制列國。你既見像的腳和腳指頭，一半是窯匠的泥，一半是鐵，那國將來也必分開。你既見鐵與泥攙雜，那國也必有鐵的力量。那腳指頭既是半鐵半泥，那國也必半強半弱。你既見鐵與泥攙雜，那國民也必與各種人攙雜，卻不能彼此相合，正如鐵與泥不能相合一樣。

當那列王在位的時候，天上的神必另立一國，永不敗壞，也不歸別國的人，卻要打碎滅絕那一切國，這國必存到永遠。

你既看見非人手鑿出來的一塊石頭從山而出，打碎金、銀、銅、鐵、泥、那就是至大的 神把後來必有的事給王指明。這夢準是這樣，這講解也是確實的。」

## 表格
| 尼布甲尼撒的梦                                                                | 但以理的解释 | 附记                                           |
| ----------------------------------------------------------------------------- | --- | ---------------------------------------------- |
| 31 王啊，你观看，看见一个大像。这像巨大，极其光耀，站在你面前，样子甚是可怕。 | | 天上的神已将末后日子必发生的事指示尼布甲尼撒王 |
|                                                                               | 36 这就是那梦，我们在王面前要讲解那梦。 | 这个梦是真实的，这个解释也是可信的。           |
|                                                                               | 37 王啊，你是诸王之王，天上的神已将国度、权能、力量、荣耀，都赐给了你；38 无论住在何处的世人、田野的走兽、并天空的飞鸟，祂都已交付你手，使你掌管这一切。 |                                                |
| 32 头是精金的                                                                 | 你就是那金头（巴比倫帝國）。 |                                                |
| 胸膛和膀臂                                                                    | 39 在你以后必另有一国兴起（波斯帝國） |                                                |
| 是银的（波斯帝國）                                                            | 不及于你 |                                                |
| 肚腹和腰                                                                      | 又有第三国 |                                                |
| 是铜的（希臘帝國，和繼業者希臘塞琉古帝國）                                    | 就是铜的 |                                                |
|                                                                               | 必掌管全地 |                                                |
| 33 腿                                                                         | 必有第四国 |                                                |
| 是铁的（羅馬共和國和羅馬帝國）                                                | 坚强如铁—像铁一样能打碎克制百物；铁怎样能压碎一切，那国也必照样打碎压制列国                                                                              |                                                |
| 脚                                                                            | 41 你既看见那像的脚和脚指头 |                                                |
| 是半铁半泥的（現今的世界）                                                    | 一半是窑匠的泥，一半是铁 | 所以这将是一个分裂的王国                       |
|                                                                               | 你既看见铁与陶泥搀杂 | 那国也必有铁的坚硬                             |
|                                                                               | 42 那些脚指头，既是半铁半泥 | 那国也必半强半弱                               |
|                                                                               | 43 正如你所看到的“铁和烧制的粘土混合在一起” | 那国将来也必是混杂的，那国的民也必人种搀杂     |
|                                                                               | 就像“铁和粘土混合在一起”一样 | 却不能彼此相合                                 |
| 34 当你在观看的时候                                                           | 44 在那些国王的时代 |                                                |
| 一块“岩石”被凿出来，                                                          | 天上的神将建立一个王国（天國） | 45 这就是从山上凿出一块“岩石”的景象的含义      |
| 但不是由人类之手                                                              | | 但不是人类之手                                 |
|                                                                               | 永远不会被摧毁 |                                                |
|                                                                               | 也不会留给其他民族 |                                                |
| 它击中了雕像的铁脚和泥脚                                                      | |                                                |
| 并“粉碎了它们”                                                                | 它将摧毁所有这些王国 |                                                |
| 35 于是铁、泥、铜、银、金                                                     | | ⋯⋯于是铁、泥、铜、银、金                       |
| 都一同砸得粉碎                                                                | | 一块“碎成⋯⋯碎片”的岩石                         |
| 同时                                                                          | |                                                |
| 成如夏天禾场上的糠秕                                                          | |                                                |
| 被风吹散                                                                      | |                                                |
| 无处可寻                                                                      | 并“结束这一切” |                                                |
| 但击中雕像的岩石                                                              | |                                                |
| 变成一座大山                                                                  | 但它本身将“永远存在” |                                                |
| 充满全地                                                                      | |                                                |